# Академическая гимназия
Не путать с совр. Академическая гимназия имени Д. К. Фаддеева Санкт-Петербургского государственного университета.
Академи́ческая Гимна́зия — первое общеобразовательное среднее учебное заведение в Российской империи для мальчиков из различных свободных сословий. Учреждена в 1724 году при Петре I, как часть Академического комплекса, вместе с Академическим университетом и само́й Академией наук.
- 1726–1764 — Первая Академическая гимназия помещалась вместе с Академическим университетом на Троицком подворье
- 1764–1805 — Отдельное здание, Тучкова набережная в доме Строгановых.

## История

### Совместное пребывание Гимназии и Университета
Академическая гимназия была учреждена при Петербургской Академии Наук и открыта в январе 1726 года. 
Первоначально полный гимназический курс был рассчитан на 7 лет, после чего гимназист мог быть переведён в Академический университет Петербургской Академии наук. Если гимназист не хотел обучаться в Университете, то он мог изучать предметы по выбору.
Изучались латынь, немецкий и французский языки, русская словесность, история, география, математика, естественные науки, рисование. В 1758—1765 годах гимназией руководил М. В. Ломоносов. В 1759 году он составил «Регламент» гимназии. 
Демократичная, но нищая гимназия и её ученики по духу были ближе к бурсе, чем к учебному заведению. В гимназии царили грубые нравы и жестокие наказания. С родителей брали расписку о том, что они от своих детей: 

вовсе… отказываются, и ни под каким видом впредь требовать не будут.
М. В. Ломоносов обвинял в небрежном обучении и обеспечении гимназии И. Д. Шумахера, который был заинтересован в засилии иностранцев в Академии наук.
В 1764 году гимназисты подожгли гимназию.

### Отдельное здание Гимназии
В 1764 году гимназия переехала в отдельное здание на Тучковой набережной в дом Строгановых.
В 1765 году было открыто подготовительное отделение для малолетних детей.
В 1770-х годах гимназия была объединена с Академическим университетом в «Училище Академии», обучала студентов («элевов») из числа старших гимназистов по программе университета.
Количество учеников: в 1726 году — 112, в 1759 году — 40, в 1779 году — 29, в 1802 году — 87.
В 1805 году Академическая гимназия была закрыта, а её 55 учеников составили первый набор вновь учреждённой Петербургской губернской гимназии.

### Градации учеников
- Подготовительная группа
- Младшие студенты (1-4 класс)
- Старшие студенты (5-7 класс)
  - Элевы — лучшие гимназисты старшего класса. Получали шпагу и обучались отдельно.

### Инспекторы гимназии
- 1758–1765 — М. В. Ломоносов
- 17??–17?? — С. К. Котельников
- 17??–1775 — И. Г. Бекмейстер
- 1775–1777 — С. Г. Домашнев
- 1777–17?? — И. И. Лепёхин